# Comté de Capel
Pour les articles homonymes, voir Capel.
Le Comté de Capel est une zone d'administration locale dans le sud-ouest de l'Australie-Occidentale en Australie à environ 200 km au sud de Perth. 
Le comté est divisé en un certain nombre de localités :
- Capel
- Boyanup
- Dalyellup
- Elgin
- Forrest Beach
- Gelorup
- Gwindinup
- Peppermint Grove Beach
- Stratham

Le comté a onze conseillers et n'est pas découpé en circonscriptions.